# Wyspy Blasket

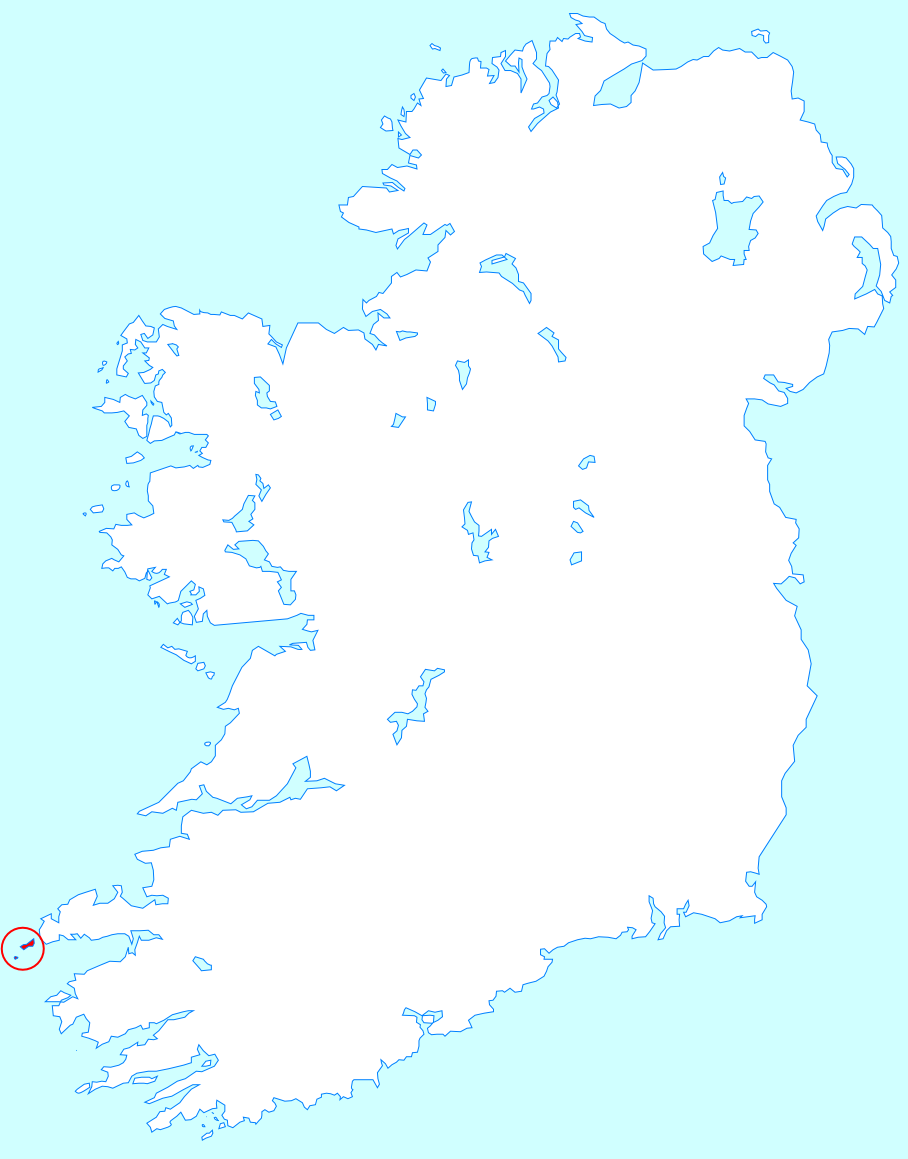
Wyspy Blasket

Wyspy Blasket (ang. Blasket Islands, Blaskets; irl. Na Blascaodaí) – grupa sześciu niewielkich wysp u zachodnich wybrzeży Irlandii, w pobliżu przylądka Slea Head (hr. Kerry). Największe z nich to: An Blascoad Mór (ang. Great Blasket), Inishtooskert, Inishnabro i Inishvickillane.
Wyspy odznaczają się ubogą florą i fauną. Strome stoki, opadające w stronę morza wysokimi klifami, pokryte są w wielu miejscach torfem. Występują zbiorowiska karłowatych drzew, m.in. wierzb. Gniazdują tu ptaki morskie m.in. maskonury, występują króliki, foki, na największej z wysp zdziczałe osły.
We wczesnym średniowieczu przebywali tu mnisi, w późniejszych wiekach największą z tych niegościnnych, ubogich wysp zamieszkiwała grupa rybaków i rolników. W 1840 było ich ok. 150, w czasie wielkiego głodu populacja spadła do ok. 100 osób, by osiągnąć maksimum w 1916 (176 mieszkańców). Od tego czasu liczba mieszkańców ciągle spadała, aż do roku 1953/54, kiedy to 22 ostatnich mieszkańców opuściło wyspę. Podstawę utrzymania i wyżywienia stanowiło rybactwo, uprawa ziemniaków, hodowla niewielkich stad owiec czy pojedynczych sztuk bydła.
Ograniczony kontakt ze stałym lądem spowodował przetrwanie tradycyjnej kultury oraz języka irlandzkiego w powszechnym użyciu. Pod koniec XIX w. i na początku XX w. charakter wyspy przyciągała badaczy: lingwistów, antropologów itp. Częściowo dzięki ich inspiracji powstało tu w latach 20. i 30. XX w. kilka interesujących dzieł literatury irlandzkiej, opisujących lokalne tradycje i styl życia mieszkańców, a także będących odbiciem tradycyjnych historii, ustnie przekazywanych przez mieszkańców, sięgających parę wieków wstecz. Za przykład może służyć powieść pt. Dwadzieścia lat dorastania Maurice’a O’Sullivana.
W pobliżu wysp spoczywają na dnie wraki dwóch okrętów hiszpańskiej Wielkiej Armady, które zatonęły w 1588.
Obecnie znaczenie turystyczne – połączenia Great Blasket ze stałym lądem, mniejsze wyspy, uznane za rezerwat przyrody, niedostępne bez specjalnego pozwolenia.